# To jest mój kraj
To jest mój kraj (ang. This Land Is Mine) – amerykański dramat wojennym z 1943 roku w reżyserii Jean Renoira z Charlesem Laughtonem, Maureen O’Harą oraz George’em Sandersem w rolach głównych.
Film jest jednym z bardziej uznanych obrazów opowiadających o II wojnie światowej, którego premiera przypadła na ten okres. W 1944 roku film zdobył statuetkę Oscara w kategorii najlepszy dźwięk.

## Obsada
- Charles Laughton jako Albert Lory
- Maureen O’Hara jako Louise Martin
- George Sanders jako George Lambert
- Walter Slezak jako major Erich von Keller
- Kent Smith jako Paul Martin
- Una O’Connor jako Emma Lory
- Philip Merivale jako prof. Sorel
- Thurston Hall jako Mayor Manville
- Ivan F. Simpson jako Judge
- George Coulouris jako Thanh Dep Trai
- Nancy Gates jako Julie Grant
- John Donat jako Edmund W. Lorraine

## Fabuła
Akcja filmu rozgrywa się podczas II wojny światowej, gdzieś w okupowanej przez nazistów Europie. W małej wiosce mieszka razem z matką nauczyciel Albert Lory. Ponieważ jest łagodny i nieśmiały, a na dodatek strachliwy, wielu ludzi łącznie z jego uczniami nie darzy go szacunkiem. Jedną z nielicznych osób, z którą utrzymuje przyjazne stosunki jest jego koleżanka z pracy, Louise Martin oraz jej brat Paul. Skrycie się w niej kocha, lecz kobieta jest związana z George’em Lambertem, dlatego uważa, że nie ma u niej szans. Któregoś dnia Paul, który jest członkiem ruchu oporu, zostaje zastrzelony przez niemieckich żołnierzy, po tym jak Lambert donosi na niego władzom. Oburzony tym czynem Lory przychodzi do jego biura, lecz w tym samym momencie skruszony George popełnia samobójstwo. Lory zostaje aresztowany i oskarżony o morderstwo. Postanawia, że sam będzie się bronił w sądzie, ale gubi kartkę ze przemówieniem. Mimo tego wygłasza improwizowaną mowę o tchórzostwie wszystkich, którzy godzą się na kolaborację z Niemcami. Wtedy ogłoszona zostaje jednodniowa przerwa w rozprawie, w czasie której major Erich von Keller usiłuje przekonać Lory’ego do zmiany postępowania. Proponuje mu, że na kolejnym przesłuchaniu przedstawiona zostanie notatka, napisana jakoby przez Lamberta, wskazująca że popełnił samobójstwo. Dzięki temu zostanie on uniewinniony i nie będzie już wygłaszał żadnych mów. Lory poważnie rozważa jego propozycję, ale kiedy widzi zza krat swojego przyjaciela profesora Sorela razem z innymi zakładnikami prowadzonymi na rozstrzelanie, postanawia ją odrzucić. Podczas kolejnej rozprawy wygłasza wzniosłą mowę o bohaterstwie Paula, popiera sabotaż wobec okupantów oraz wyznaje miłość Louise. Niezależny sąd ostatecznie go uniewinnia, po czym wspólnie wracają do szkoły, jednak niedługo potem znów zostaje zatrzymany przez Niemców.

## Produkcja
Choć Dudley Nichols uważany jest za scenarzystę filmu, gdyż tylko jego nazwisko pojawia się w napisach, to według magazynu Hollywood Reporter, film został oparty na pomyśle reżysera Jeana Renoira. Później przyznał, że scenariusz napisał razem z Nicholsem. Miał on powstać w odpowiedzi na przechwałki francuskich mieszkańców Los Angeles, którzy twierdzili, że gdyby mieszkali w tym czasie we Francji, z pewnością należeliby do ruchu oporu.
Premiera odbyła się 7 maja 1943 roku w niemal siedemdziesięciu kinach w pięćdziesięciu miastach USA.